# Wierzbica (powiat pińczowski)
Wierzbica – wieś w Polsce, położona w województwie świętokrzyskim, w powiecie pińczowskim, w gminie Kije.
| SIMC    | Nazwa     | Rodzaj    |
| ------- | --------- | --------- |
| 0243145 | Folwark   | część wsi |
| 0243151 | Glinianki | część wsi |
| 0243168 | Olszyna   | część wsi |

W latach 1975–1998 miejscowość należała administracyjnie do województwa kieleckiego.